# Ma Jin
Ma Jin (Jiangsu, 7 de maio de 1988) é uma jogadora de badminton chinesa. medalhista olímpica, especialista em duplas.

## Carreira
Ma Jin representou seu país nos Jogos Olímpicos de Verão de 2012 conquistando a medalha de prata, nas duplas mistas com Xu Chen.